# Émile Diot
Émile Diot (Osmery, 3 de juliol de 1912 - Villefranche, 10 de juny de 1940) va ser un ciclista francès, que fou professional del 1934 al 1938. Va morir per França durant la Segona Guerra Mundial.

## Palmarès
- 1936
  - 1r als Sis dies de Chicago (amb Émile Ignat)
- 1937
  - 1r als Sis dies de Chicago (amb Émile Ignat)
  - 1r al Premi Goullet-Fogler (amb Fernand Wambst)
- 1940
  - 1r al Premi Dupré-Lapize (amb Fernand Wambst)